# Garringo
Pour plus de détails, voir Fiche technique et Distribution.
Garringo est un western spaghetti italo-espagnol sorti en 1969, réalisé par Rafael Romero Marchent.

## Synopsis
Johnny a assisté tout petit à l'exécution de son père, un officier accusé par ses confrères militaires. Johnny est éduqué par le shérif, à côté de sa fille. Le traumatisme de la mort de son père est en fait bien présent en lui : il devient un tueur de soldats, les tuant après les avoir désarmés ou en les séquestrant. Le shérif demande de l'aide à un ami, le lieutenant Garringo, pour calmer la folie de Johnny.

## Fiche technique
- Titre : Garringo[1]
- Langue : espagnol, italien
- Pays :  Espagne,  Italie
- Année de sortie : 1969
- Genre : Western spaghetti
- Réalisation : Rafael Romero Marchent
- Scénario : Joaquín Luis Romero Marchent, Giovanni Scolaro, Arpad De Riso
- Production : Arpad De Riso pour Norberto Solino Profilms 21, Tritone Filmindustria
- Distribution en Italie : Medusa Distribuzione
- Photographie : Aldo Ricci
- Montage : Ana María Romero Marchent, Enzo Alabiso
- Musique : Marcello Giombini
- Décors : Luis Arguello
- Maquillage : Marrico Spagnoli, Juanita Culel

## Distribution
- Anthony Steffen : lieutenant Garringo
- Peter Lee Lawrence : Johnny
- Solvi Stübing : Julie
- José Bódalo : Klaus, le shérif
- Raf Baldassarre : Damon
- Barta Barri : Wilson, barman
- Luis Marín : Peter
- Frank Braña : Bill, un complice de Johnny
- Luis Induni : docteur Grayson
- Antonio Molino Rojo : Harriman
- María Salerno (sous le pseudo de Marta Monterrey) : Nancy Grayson
- Lorenzo Robledo : Tom, adjoint au shérif
- Rossana Rovere : Sarah
- Guillermo Méndez : un homme de main de Johnny
- Alfonso Rojas : colonel
- Xan das Bolas : télégraphiste
- Tito García : Ted
- Carlos Romero Marchent : Bob, cowboy